# أليس في بلاد العجائب (فلم 1931)
أليس في بلاد العجائب (بالإنجليزية: Alice in Wonderland) هو فيلم أبيض وأسود أمريكي صدر عام 1931 دقبل قانون تصنيف الكود، مقتبس من رواية لويس كارول التي صدرت عام 1865 بعنوان مغامرات أليس في بلاد العجائب، من إخراج باد بولارد وإنتاج هوغو ماينثاو، وتم تصويره في استوديوهات متروبوليتان في فورت لي، نيو جيرسي.
كانت هذه أول نسخة صوتية من القصة، وبالتالي أول فيلم يُسمع فيه حوار للكاتب كارول لعمل أصلي. الفيلم من بطولة روث جيلبرت بدور أليس وليزلي كينج بدور ماد هاتر. افتُتح الفيلم في مسرح وارنر في مدينة نيويورك. يبدأ الفيلم بأغنية موضوعية جازية كتبها إيرفينج برلين.

## طاقم التمثيل
- روث غيلبرت بدور أليس
- ليزلي كينغ بدور ماد هاتر
- رالف هيرتز بدور الأرنب الأبيض
- في كوين بدور ملكة القلوب
- إن آر كريجان بدور ملك القلوب
- بات جلاسكو بدور محتال القلوب
- مابل رايت بدور الدوقة
- ليليان أرديل بدور الطاهية
- توم كورليس بدور القط شيشاير
- ماير بيريسن بدور أرنب مارس
- ريموند شولتز بدور الفأر الصغير
- تشارلز سيلفرن بدور جريفان
- جوس ألكسندر بدور السلحفاة الوهمية
- جيمي روزن بدور اليرقة

## روابط خارجية
- أليس في بلاد العجائب  في قاعدة بيانات الأفلام على الإنترنت (بالإنجليزية)
- أليس في بلاد العجائب على يوتيوب